# Peter Borotinskij
Peter Borotinskij, född i Vasa, Finland, 1948, är en svensk målare och grafiker, bosatt i Sverige sedan 1976. 
Peter Borotinskij har bland annat mottagit Urho Kekkonen-stipendiet samt Kulturfonden för Sverige och Finland.
Motiven är ofta stämningsfulla landskap, röda stugor, åkrar och båtar – ofta sett genom ett fönster och vilande i ett hemlighetsfullt, romantiskt ljus trots motivens relativa vardaglighet. Borotinskij arbetar främst som målande konstnär och grafiker.
Borotinskij är representerad bland annat i Amos Andersons konstmuseum i Helsingfors Liimattala Konsthems, Österbottens museum i Vasa, Finland, Moderna museet, Eskilstuna konstmuseum samt i flera landsting och kommuner.